# The Big Flash
The Big Flash è un cortometraggio statunitense del 1932, diretto da Arvid Gillstrom, con Harry Langdon. 

## Trama
Harry lavora come addetto alle pulizie nella redazione di un quotidiano, ed è innamorato della segretaria Betty, sulla quale ha posto gli occhi anche il fotografo Klaus.
Hinkle, il direttore del giornale, affida a Klaus l'arduo compito di fotografare Nadine, la fidanzata del pericoloso criminale Dugan, e Klaus, notati i buoni risultati ottenuti da Harry con la propria fotocamera da dilettante, lo coinvolge, come aiutante.
In seguito ad una soffiata, Klaus e Harry si appostano presso la gioiellieria che Dugan sta per rapinare. Qui, dopo alterne vicende, Harry cattura (non del tutto volontariamente) Dugan, e conquista in tal modo l'amore di Betty.